# 펠리스 올랜디
펠리스 올랜디(Felice Orlandi, 1925년 9월 18일 ~ 2003년 5월 21일)는 미국의 배우, 연극 배우, 텔레비전 배우이다.
아베차노에서 태어났으며 버뱅크에서 사망하였다.

## 영화
- 48시간 2 (1990년)
- 네온의 왕국 (1989년)
- 암살 묵시록 (1988년)
- 롱 라이더스 (1980년) - 칼 레드딕 역
- 드라이버 (1978년)
- 투쟁의 그늘 (1975년)
- 아웃핏 (1974년)
- 암흑가의 대결 (1973년)
- 샌프란시스코 수사반 (1972년)
- 캐치 22 (1970년)
- 블리트 (1968년)
- 제5전선 (1966년)
- 호간의 영웅들 (1965년)
- 서부를 향해 달려라 (1965년)
- 네버 러브 어 스트레인저 (1958년)
- 하더 데이 폴 (1956년)
- 킬러스 키스 (1955년)